# Кенджі Мідорі
Кенджі Мідорі (яп. 緑 健児) (18 квітня 1962) — японський чемпіон з Кіокушинкай карате. Володар 8-го дана. Президент Всесвітньої Організації Карате.

## Біографія
Народився 18 квітня 1962 року в місті Сетонай. З початкових класів школи займався дзюдо. У 1976 році продовжив навчання в приватній загальноосвітній школі в Токіо. З жовтня 1976 року, почав займатися Кіокушинкай карате у відомого майстра Хірошіге Цуеші. Вже за 9 місяців тренувань отримав 1-й кю. Чорний пояс отримав через 3 роки. Грав у шкільній команді з регбі. У змаганнях з Кіокушинкай вперше взяв участь в 1980 році. У 1983 році завойовує 3-е місце на Першому Чемпіонаті Західної Японії. У 1985 році на 2-му ваговому чемпіонаті Японії зайняв перше місце в легкій вазі. На 17-му Чемпіонаті Японії в абсолютній вазі зайняв п'яте місце. У 1987 році на 4-му ваговому чемпіонаті Японії стає першим в легкій вазі. У жовтні 1987 року на  4-му Чемпіонаті Світу удостоюється призу «За найкращу техніку». У 1990 році на 7-му ваговому Чемпіонаті Японії стає першим в легкій вазі, а на 22-му Чемпіонаті Японії в абсолютній вазі займає друге місце. 4 листопада 1991 року Кендзі Мідорі стає переможцем на 5-ому Чемпіонаті Світу з Кіокушинкай карате. Переможець 2-го чемпіонату Японії у вагових категоріях у легкій вагової категорії.

## Перемоги
- (1991) Чемпіон 5 Чемпіонату Світу.
- (1990) Чемпіон 7 Відкритого Чемпіонату Японії у вагових категоріях
- (1987) Чемпіон 4 Відкритого Чемпіонату Японії у вагових категоріях
- (1985) Чемпіон 2 Відкритого Чемпіонату Японії у вагових категоріях
- (1987) IV Чемпіонат Світу  - увійшов в 16 найсильніші (Поступився Томпсону)
- (1990) 22 Відкритий Чемпіонат Японії  - 2 місце
- (1985) 17 Відкритий Чемпіонат Японії  - 5 місце